# Vellozia maxillarioides
Vellozia maxillarioides är en enhjärtbladig växtart som beskrevs av Lyman Bradford Smith. Vellozia maxillarioides ingår i släktet Vellozia och familjen Velloziaceae. Inga underarter finns listade.